# Korcivka, Cervonoarmiisk
Korcivka (în ucraineană Корчівка) este un sat în comuna Martînivka din raionul Cervonoarmiisk, regiunea Jîtomîr, Ucraina.

## Demografie
Componența lingvistică a localității Korcivka
     Ucraineană (99,06%)
     Alte limbi (0,63%)
Conform recensământului din 2001, majoritatea populației localității Korcivka era vorbitoare de ucraineană (99,06%), existând în minoritate și vorbitori de alte limbi.